# 川澄明敏
川澄 明敏（かわすみ あきとし、1866年3月25日（慶応2年2月9日） - 1939年（昭和14年）1月8日）は日本メソジスト教会の牧師である。

## 人物・来歴
1866年3月25日（慶応2年2月9日）出羽国山形に川澄明憲・たけの子として生まれる。中学生時代に大阪で過ごしキリスト教に触れる。同級生に誘われて大阪にあった日本組合基督教会の天満教会（現・日本基督教団天満教会）に通い、古木虎三郎から聖書講義を聞いてキリスト教を学ぶ。さらに、学ぶために同志社英学校に入学する。当時、函館にいた父明憲の危篤の知らせを受け、函館に行き、函館メソジスト教会（現・日本基督教団函館教会）に出席してキリスト教に入信する。
1884年（明治17年）10月5日、松本総吾牧師より洗礼を受ける。伝道者になることを志し、1885年（明治18年）、東京英和学校神学科に入学する。1889年（明治22年）に卒業し、4月から青森メソジスト教会（現・日本基督教団青森教会）牧師に就任する。その後、東京三田、米国サクラメント、仙台美以教会（現・日本基督教団仙台五橋教会）などを転任する。
1913年（大正2年）に日本日曜学校協会の専任主事になり、1916年（大正5年）の第8回世界日曜学校大会の日本招請のための組織作りに尽力した。墓所は多磨霊園。

## 著書
単著
- 『日曜学校とは何ぞや』日本基督教興文教会〈伝道叢書 第29〉、1919年4月。

編集
- 『第8回 世界日曜学校大会』日本日曜学校協会、1920年10月。NDLJP:943742。

翻訳
- ジョン・マクネイル『聖霊の盈満』教文館、1897年11月。NDLJP:824790。